# André Grelin
André Grelin est un horticulteur, pépiniériste et inventeur français né le 14 mars 1906 au Creusot et mort le 26 avril 1982 à Arbin,. 
Il est célèbre pour avoir inventé (avec son fils, Olivier) la grelinette, outil permettant d'aérer la terre sans la retourner. Cela permet d'éviter, entre autres, d'asphyxier les mycéliums (champignons) qui nourrissent le sol en culture sur sol vivant (Agriculture régénératrice, microagriculture biointensive, permaculture, technique culturale simplifiée…).

## Biographie
En 1928, Grelin inaugure son entreprise d'horticulture et pépinière à Arbin, près de Chambéry.
En 1956, il gagne le 1er prix du concours Lépine pour l'invention de la grelinette.
Mais ce n'est qu'en septembre 1963 que son brevet pour l'invention de la grelinette est enregistré auprès de l'Office européen des brevets, sous la référence FR1378114.